# Diócesis de Florida
La diócesis de Florida (en latín: Dioecesis Floridensis) es una circunscripción eclesiástica de la Iglesia católica en Uruguay. Se trata de una diócesis latina, sufragánea de la arquidiócesis de Montevideo. Desde el 15 de marzo de 2008 su obispo es Martín Pablo Pérez Scremini.

## Territorio y organización
La diócesis tiene 22 624 km² y extiende su jurisdicción sobre los fieles católicos de rito latino residentes en los departamentos de Florida y Durazno.
La sede de la diócesis se encuentra en la ciudad de Florida, en donde se halla la Catedral basílica y santuario nacional de la Virgen de los Treinta y Tres Orientales.
En 2021 en la diócesis existían 17 parroquias.

## Historia
La diócesis de Melo fue erigida el 14 de abril de 1897, obteniendo el territorio de la diócesis de Montevideo, que a su vez fue elevada al rango de arquidiócesis metropolitana mediante la bula Apostolici ministerii del papa León XIII.
El 11 de agosto de 1931, en virtud de la bula Quo salubrius del papa Pío XI, el obispado fue trasladado de Melo a Florida y la diócesis asumió el nombre de diócesis de Florida y Melo.
El 15 de noviembre de 1955, a raíz de la bula Accepta arcano del papa Pío XII, la diócesis se dividió, dando lugar a la actual diócesis de Florida y a la diócesis de Melo.
El 22 de octubre de 1960 cedió una parte de su territorio para la erección de la diócesis de Tacuarembó mediante la bula Quod impiger del papa Juan XXIII.

## Estadísticas
Según el Anuario Pontificio 2022 la diócesis tenía a fines de 2021 un total de 122 165 fieles bautizados.
| Año                                                                             | Población            | Población | Población      | Sacerdotes | Sacerdotes    | Sacerdotes    | Bautizados por sacerdote | Diáconos permanentes | Religiosos | Religiosos | Parroquias |
| Año                                                                             | Bautizados católicos | Total     | % de católicos | Total      | Clero secular | Clero regular | Bautizados por sacerdote | Diáconos permanentes | Varones    | Mujeres    | Parroquias |
| ------------------------------------------------------------------------------- | -------------------- | --------- | -------------- | ---------- | ------------- | ------------- | ------------------------ | -------------------- | ---------- | ---------- | ---------- |
| 1950                                                                            | ?                    | 500 000   | ?              | 54         | 22            | 32            | ?                        |                      | 38         | 128        | 28         |
| 1966                                                                            | 100 000              | 119 295   | 83.8           | 30         | 17            | 13            | 3333                     |                      | 23         | 113        | 15         |
| 1970                                                                            | 100 000              | 119 295   | 83.8           | 29         | 16            | 13            | 3448                     |                      | 13         | 93         | 16         |
| 1976                                                                            | 100 000              | 119 295   | 83.8           | 24         | 11            | 13            | 4166                     |                      | 24         | 73         | 16         |
| 1980                                                                            | 101 600              | 124 000   | 81.9           | 25         | 10            | 15            | 4064                     |                      | 43         | 75         | 16         |
| 1990                                                                            | 60 000               | 100 000   | 60.0           | 21         | 8             | 13            | 2857                     | 1                    | 21         | 46         | 16         |
| 1999                                                                            | 103 895              | 122 229   | 85.0           | 29         | 11            | 18            | 3582                     | 1                    | 34         | 57         | 16         |
| 2000                                                                            | 61 050               | 122 229   | 49.9           | 28         | 10            | 18            | 2180                     | 1                    | 23         | 57         | 16         |
| 2001                                                                            | 90 000               | 122 600   | 73.4           | 30         | 11            | 19            | 3000                     | 1                    | 24         | 52         | 16         |
| 2002                                                                            | 90 000               | 122 229   | 73.6           | 29         | 9             | 20            | 3103                     | 1                    | 25         | 52         | 16         |
| 2003                                                                            | 90 000               | 122 600   | 73.4           | 29         | 11            | 18            | 3103                     | 1                    | 23         | 55         | 16         |
| 2004                                                                            | 90 000               | 122 600   | 73.4           | 27         | 13            | 14            | 3333                     | 1                    | 21         | 61         | 16         |
| 2006                                                                            | 91 000               | 123 800   | 73.5           | 29         | 13            | 16            | 3137                     | 1                    | 27         | 62         | 16         |
| 2013                                                                            | 93 100               | 127 000   | 73.3           | 27         | 9             | 18            | 3448                     | 6                    | 22         | 46         | 17         |
| 2016                                                                            | 120 000              | 124 136   | 96.7           | 22         | 8             | 14            | 5454                     | 5                    | 17         | 49         | 16         |
| 2019                                                                            | 121 350              | 128 000   | 94.8           | 22         | 7             | 15            | 5515                     | 4                    | 18         | 44         | 19         |
| 2021                                                                            | 122 165              | 128 885   | 94.8           | 18         | 6             | 12            | 6786                     | 4                    | 14         | 42         | 17         |
| Fuente: Catholic-Hierarchy, que a su vez toma los datos del Anuario Pontificio. |                      |           |                |            |               |               |                          |                      |            |            |            |

## Episcopologio
- Sede vacante (1897-1919)
- Nicolás Celidonio Luquese † (14 de abril de 1897-?) (obispo electo)

- José Marcos Semería † (3 de julio de 1919-9 de junio de 1922 renunció[nota 1])
- José Joaquín Manuel Eloy Arróspide Echeverría † (21 de julio de 1922-18 de abril de 1928 falleció)
- Miguel Paternain, C.SS.R. † (20 de abril de 1929-27 de febrero de 1960 renunció[nota 2])
- Humberto Tonna Zanotta † (5 de julio de 1960-16 de junio de 1987 retirado)
- Raúl Horacio Scarrone Carrero † (15 de junio de 1987-15 de marzo de 2008 retirado)
- Martín Pablo Pérez Scremini, desde el 15 de marzo de 2008